# Cellana livescens
Cellana livescens is een slakkensoort uit de familie van de Nacellidae. De wetenschappelijke naam van de soort is voor het eerst geldig gepubliceerd in 1855 door Reeve.